# Champagnegalop
 "Champagnegaloppen" omdirigeres hertil. For andre betydninger af Champagnegaloppen, se Champagnegaloppen (flertydig).
"Champagnegalop" (ofte omtalt som "Champagnegaloppen") er et musikstykke af H.C. Lumbye og er hans mest kendte værk. "Champagnegalop" blev komponeret til Tivolis to års fødselsdag den 15. august 1845, mens Lumbye var dirigent i Tivoli. På grund af kraftigt regnvejr blev festen dog udskudt en uge, og først den 22. august kunne Lumbye præsentere sin komposition første gang. Galoppen blev et hit fra starten. Publikum ville høre den igen og igen.
H.C. Lumbye fik 25 Rigsdaler (50 kr) som et engangsbeløb i honorar fra sin forlægger for "Champagnegalop".
"Champagnegalop" har lagt navn til en dansk film om H.C. Lumbye.
Musikstykket blev i 2006 sammen med to andre galopper af Lumbye en del af Kulturkanonen.